# Kirche Baltijsk
Koordinaten: 54° 38′ 27″ N, 19° 53′ 29,8″ O

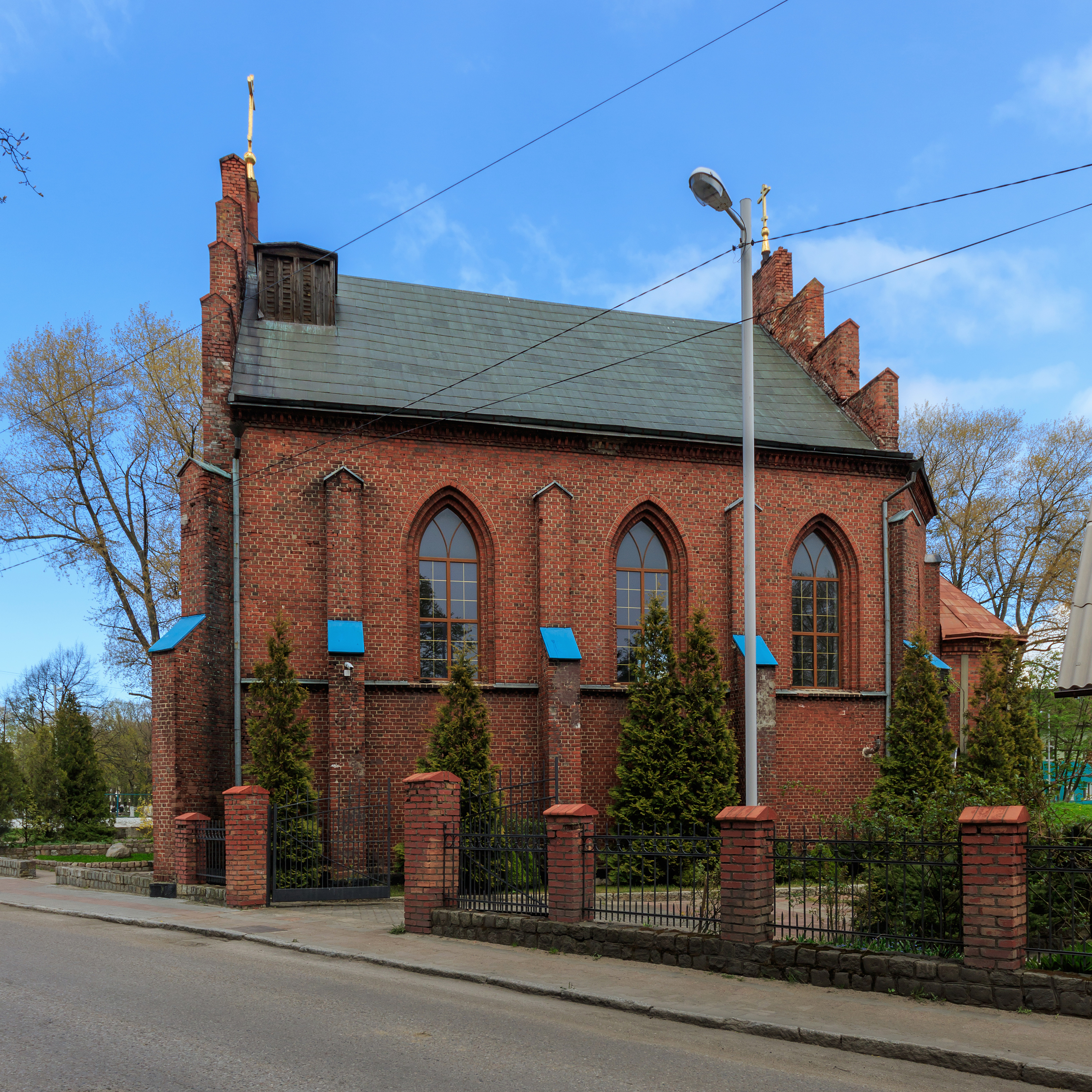
Die ehemals reformierte und heute orthodoxe Kirche in Baltijsk

Die Marinekathedrale Hl. Georg war ursprünglich ein evangelisch-reformiertes Gotteshaus in der ehedem Pillau genannten früher deutschen Stadt.
Seit 1992 nutzt die Russisch-orthodoxe Kirche in dem jetzigen Baltijsk das Gebäude für ihre Militärgottesdienste der russischen See-Kriegsflotte. Es befindet sich im Südosten der Stadt zwischen der Festungsanlage und dem vor 1945 genutzten Paradeplatz an der uliza Golowko neben dem damaligen und als Gebäude noch erhaltenen Amtsgericht.

## Kirchengebäude
Im Jahre 1685 wurde den Reformierten in Pillau die Nutzung der Garnison- und Stadtkirche ermöglicht, die im Übrigen Gottesdienststätte der Lutheraner war. Am 27. Juni 1717 erfolgte die Grundsteinlegung für den Bau einer eigenen reformierten Kirche. Der nach einem Brand 1761 errichtete Neubau gehörte wiederum beiden Gemeinden. Im Jahre 1866 wurde dann die Kirche gebaut und geweiht, die in ihrem neogotischen Stil heute noch erhalten ist. Sie ist aus rotem Backstein und hat keinen Turm.
Die Kirche wurde im Zweiten Weltkrieg nur gering beschädigt. Sie  diente danach als Lagerhalle, Militärladen bzw. Kino, wurde jedoch 1992 der Russisch-orthodoxen Kirche übereignet. Die Ausstattung aus der Erbauungszeit ist verloren, das Gebäude wurde renoviert und entsprechend der orthodoxen Auffassung mit einer Ikonostase ausgerüstet. Hier finden regelmäßig Gottesdienste statt.

## Kirchengemeinde

### Reformiert
Die reformierte Gemeinde in Pillau wurde im Jahre 1685 gegründet. Die Zahl der Gemeindeglieder war nicht sehr hoch, bei der Volkszählung im Jahr 1925 wurden 94 reformierte Kirchenglieder in Pillau gezählt. Die reformierten Gemeinden hatten sich zu einem reformierten Kirchenkreis Königsberg (Preußen) zusammengeschlossen, der dem Konsistorium der Kirchenprovinz Ostpreußen der Kirche der Altpreußischen Union zugeordnet war. Aufgrund von Flucht und Vertreibung kam das kirchliche Leben der reformierten Gemeinde in Pillau nach 1945 zum Erliegen. 
Heute liegt Baltijsk im Einzugsbereich der in den 1990er Jahren neu entstandenen evangelisch-lutherischen Gemeinde in Swetly (Zimmerbude), einer Filialgemeinde der Auferstehungskirche in Kaliningrad (Königsberg) in der Propstei Kaliningrad der Evangelisch-lutherischen Kirche Europäisches Russland.

#### Pfarrer
Zwischen 1685 und 1945 amtierten in der reformierten Gemeinde in Pillau 15 evangelische Geistliche. 
| - Abraham Ruets, 1685–1712 - Johann Konrad Fischer, 1712–1731 - Johann Konrad Frank, 1731–1739 - David Herwie, 1738–1775 - Claudius Schröder, 1775–1806 - Friedrich Ludwig Athenstädt, 1807–1809 - Heinrich Ludwig Stuckert, 1809–1831 - Johann Friedrich Leopold Gerdien, 1831–1836 | - Hermann Theodor Heinrich Adalbert Merguet, 1837–1846 - Friedrich Hermann Waas, 1846–1876 - Eduard Werner Schmidt, 1877–1879 - Friedrich Gustaf Adolf Copinus, 1881–1889 - Emil Berthold Raimund Fr. Muther, 1889–1896 - Karl Robert Martin Barkowski, 1896–1906 - Paul Rudolf Gerhard Badt, 1906–1923 |

Von 1923 an wurde die Gemeinde von Alt Pillau und nach 1929 von Königsberg aus mitversorgt.

#### Kirchenbücher
Von den Kirchenbüchern der reformierten Gemeinde in Pillau haben einige den Krieg überstanden und werden im Evangelischen Zentralarchiv in Berlin-Kreuzberg aufbewahrt:
- Konfirmationen: 1808 bis 1888
- Aufgebote: 1837 bis 1876
- Kommunikanten: 1712 bis 1793, 1807 bis 1876 und 1880 bis 1888

### Orthodox
Seit 1992 ist die ehemals reformierte Kirche im Besitz einer russisch-orthodoxen Gemeinde. Diese gehört zur Diözese Kaliningrad und Baltijsk der orthodoxen Kirche in Russland.